# Furcula
Furcula is een geslacht van vlinders van de familie tandvlinders (Notodontidae).

## Soorten
- F. aeruginosa (Christoph, 1873)
- F. bicuspis

Berkenhermelijnvlinder Borkhausen, 1790
- F. bifida

Wilgenhermelijnvlinder Brahm, 1787
- F. borealis Boisduval, 1829
- F. cinerea Walker
- F. ejecta Prout, 1920
- F. furcula

Kleine hermelijnvlinder (Clerck, 1759)
- F. gorbunovi Schintlmeister, 1998
- F. infumata Staudinger, 1887
- F. intercalaris Grum-Grshimailo, 1899
- F. interrupta (Christoph, 1867)
- F. lanigera Butler, 1877
- F. mimonovi Schintlmeister, 1998
- F. modesta Hudson, 1891
- F. nicetia Schaus, 1928
- F. nivea Neumoegen, 1891

- F. persica Gaede, 1933
- F. pulvigera Staudinger, 1901
- F. sangaica Moore, 1877
- F. scolopendrina Boisduval, 1869
- F. sibirica Daniel, 1965
- F. syra Grum-Grshimailo, 1899
- F. tibetana Schintlmeister, 1998